# Alice et la Diligence
Alice et la Diligence (titre original : The Clue in the Old Stagecoach, littéralement : L’Énigme de la vieille diligence) est le trente-septième roman de la série américaine Alice (Nancy Drew en VO) écrit par Caroline Quine, nom de plume collectif de plusieurs auteurs. L'auteur de ce roman est Harriet Adams. 
Aux États-Unis, le roman a été publié pour la première fois en 1960 par Grosset & Dunlap, New York. En France, il est paru pour la première fois en 1969 chez Hachette Jeunesse dans la collection « Bibliothèque verte » sous le no 382. Il n'a plus été réédité en France depuis 2001. 
Le roman débute ainsi : avant de mourir en 1853, le transporteur Albert Langstreet a laissé une lettre dans laquelle il écrit avoir caché une chose de grande valeur dans sa diligence. La lettre est inachevée et n'indique pas l'endroit où il a caché la voiture. Mme Stone, la petite nièce d'Albert Langstreet, confie à Alice la mission de retrouver la diligence. Mais d'autres ont eu vent du précieux chargement de la diligence perdue...

## Résumé
Remarque : le résumé est basé sur les éditions cartonnées non abrégées parues de 1969 à 1972 en langue française.
En compagnie de ses fidèles amies Bess et Marion, Alice commence son enquête, munie de la photographie de la diligence. Elle rencontre Mme Pauling, qui habite Francisville (où se déroule l'action) et qui voudrait faire renaître le village abandonné de Bridgeford. Au cours d'une enquête longue, difficile et parsemée d'embûches, Alice et ses amis vont être confrontés à des enlèvements, explosions et menaces de mort. Finalement, Alice trouvera l'emplacement de la diligence, enterrée en un endroit sablonneux. L'une des sacoches trouvée dans la diligence indique l'endroit où Albert Langstreet avait caché un petit trésor. Lorsqu'on trouve ce trésor, qui d'ailleurs ne consiste ni en argent ni en bijoux mais en des timbres anciens rares et précieux, tout le monde est ravi. Les malfaiteurs Ralph et Audrey Monty, qui recherchaient eux aussi la diligence, sont arrêtés et la vérité est révélée sur leurs agissements délictueux.

## Personnages

### Personnages récurrents
- Alice Roy, jeune détective amateur blonde, fille de James Roy, orpheline de mère.
- James Roy, avoué[2] de renom, père d'Alice Roy, veuf.
- Bess Taylor, jeune fille blonde et rondelette, une des meilleures amies d'Alice.
- Marion Webb, jeune fille brune et sportive, cousine germaine de Bess Taylor et une des meilleures amies d'Alice.
- Ned Nickerson, jeune homme brun et athlétique, ami et chevalier servant d'Alice, étudiant à l'université d'Emerson.
- Daniel Evans, ami et chevalier servant de Bess, camarade d'université de Ned.
- Bob Eddleton, ami et chevalier servant de Marion, camarade d'université de Ned.

### Personnages spécifiques à ce roman
- Mme Stone (Mrs. Strook en VO), vieille dame, descendante d'Albert Langstreet.
- Albert Langstreet (Abner Langstreet  en VO), grand-oncle de Mme Stone, un voiturier.
- Mme Pauling, propriétaire d'une diligence.
- Mike et Marjorie Zeller, jeune couple de fermiers.
- John O'Brien, fermier serviable.
- Ralph Monty (Ross Monteith en VO, alias Frank Templer) et son épouse Audrey, un couple de malfaiteurs.
- Joseph Hill (Judd Hillary en VO), homme aigri et violent.
- Erik, Jack et Robert, jeunes gens serviables venant en aide à Alice.
- Harold Henderson et son ours Bobby.
- Capitaine Donovan, inspecteurs Starling et Takman, sergent Hurley : policiers de Francisville.
- Arthur Warner, avocat à Francisville.

## Éditions françaises
Note : Toutes les éditions ont paru aux éditions Hachette.
- 1969 : Alice et la Diligence — coll. « Bibliothèque verte » no 382, cartonné (français, version originale). Illustré par Albert Chazelle. Texte français de Claude Voilier. 20 chapitres. 248 p. (couverture de couleur rose).
- 1972 : Alice et la Diligence — coll. « Bibliothèque verte », cartonné (français, version originale). Illustré par Albert Chazelle. Texte français de Claude Voilier. 20 chapitres. 248 p.  (nouvelle couverture de couleur orange).
- 1984 : Alice et la Diligence — coll. « Bibliothèque verte » (série hachurée)[3], cartonné (français, version abrégée). Couverture de Jean Sidobre. Illustrations intérieures de Albert Chazelle. Texte français de Claude Voilier. 20 chapitres. 191 p.
- 1990 : Alice et la Diligence — coll. « Bibliothèque verte » no 471, souple (français, version abrégée). Illustré par Philippe Daure.
- 2000 : Alice et la Diligence — coll. « Bibliothèque verte »[4] no 471, souple (français, version abrégée). Illustré par Philippe Daure. 188 p.